# IC 4539
IC 4539 — галактика типу SB? (компактна витягнута галактика) у сузір'ї Північна Корона.
Цей об'єкт міститься в оригінальній редакції індексного каталогу.